# Achromobacter insuavis
Achromobacter insuavis es una especie de bacteria gramnegativa del género Achromobacter. Fue descrita en el año 2014. Su etimología hace referencia a desagradable. Es aerobia y móvil. Consiste en el previo genogrupo 2 de Achromobacter. Tiene un tamaño de 0,4-0,7 μm de ancho por 1,4-2,8 μm de largo. Crece en forma individual o en parejas. Forma colonias convexas, traslúcidas, no pigmentadas y con márgenes lisos en agar TSA tras 48 horas de incubación. Consiste en los ST59, 60, 61, 144, 145 y 147 de Achromobacter. Tiene un contenido de G+C de 68%. Se ha aislado de esputos humanos en 2008 en Estados Unidos, de otras muestras respiratorias y de agua de piscina. 